# جون جورج (دراج)
جون جورج (بالإنجليزية: John George)‏ هو دراج أمريكي، ولد في 20 مايو 1958 في كانوغا بارك ‏ في الولايات المتحدة.